# 华南理工大学国际教育学院
华南理工大学国际教育学院是华南理工大学负责留学生招生、教学、管理等工作的单位，于2004年7月16日成立。

## 历史沿革
华南理工大学自20世纪60年代初便开始招收留学生，是中国大陆较早培养来华留学生的大学之一，在1962-1966年间，接收了来自蒙古人民共和国、越南民主共和国等国的留学生共百余人，此后因文化大革命爆发而被迫中止。
1995年9月，学校恢复招收留学生。2004年7月16日，学校成立国际教育学院，负责留学生的招生、教学、管理等工作。
2011年12月，与兰卡斯特大学合办的兰卡斯特大学孔子学院成立；后在2013年4月及2017年5月，分别与国家汉办、爱达荷大学和奥迪汽车公司、因戈尔施塔特市政府、英戈尔施塔特工业技术大学合作开办爱达荷大学孔子学院和奥迪因戈尔施塔特孔子学院。
2013年，学校入选教育部首批“来华留学示范基地”。2016年，通过全国首批“来华留学质量认证”。

## 组织架构

### 机构设置
- 学院办公室
- 招生及项目办公室
- 留学生教务办公室
- 留学生管理办公室
- 汉语国际教育系
- 汉语教研室
- 孔子学院办公室

### 学院领导
- 院长：王庆年
- 副院长：胡贵平、潘俊

## 学术科研

### 学科专业
截至2020年8月，国际教育学院共有如下的教学项目：
- 硕士学位授权点：新闻传播学（汉语国际教育与传播）
- 专业硕士学位点：新闻传播学（汉语国际教育与传播）
- 本科专业：汉语国际教育（商贸汉语方向、国际关系方向）
- 非学历课程：国际预科、汉语课程

### 研究机构
- 华南理工大学印度巴基斯坦研究中心（属教育部国别和区域研究中心[9]）
- 广东省公共外交与跨文化传播研究基地

## 知名学者
- 安然（1988级硕士）：全国人大代表、中国侨联常委，华南理工大学国际教育学院创院院长、教授[10]